# Christer Manhusen
Christer Manhusen (* 15. Juni 1941 in Göteborg, Schweden) ist ein schwedischer Diplomat.

## Leben
Manhusen wurde am 15. Juni 1941 im schwedischen Göteborg geboren. Er besuchte in den 1960er Jahren die Handelshochschule in Göteborg und begann dann für das Außenministerium Schwedens zu arbeiten.
Im Laufe dieser Zeit war er Botschaftssekretär in Santiago de Chile von 1970 bis 1973, in Moskau von 1974 bis 1975 und in Washington, D.C. von 1987 bis 1981. In den Jahren 1975 bis 1978 begann er Erfahrungen in Handelssachen in der Handelsabteilung des Ministeriums zu sammeln. Ab dem Jahr 1981 arbeitete er in der Ständigen Vertretung Schwedens bei den internationalen Organisationen in Genf, bevor er 1987 zurück in die Handelsabteilung wechselte.
Im Jahr 1989 wurde er zum schwedischen Botschafter in Ecuador mit Sitz in Quito ernannt, was er bis zum Jahr 1992 blieb. Dann wurde er Ständiger Vertreter Schwedens bei der EFTA und dem GATT, was er bis 1996 blieb, womit er auch der erste Vertreter Schwedens bei der Welthandelsorganisation wurde. Im Jahr 1995 wirkte Manhusen als erster Vorsitzender des Rates für den Handel mit Dienstleistungen. In dieser Zeit und darüber hinaus war Manhusen der Vorsitzende der Arbeitsgruppe für den WTO-Beitritt Ecuadors (Februar 1993 bis Januar 1996) und den WTO-Beitritt Belarus (Januar 1994 bis Dezember 2004).
Von 1996 bis 2002 war Manhusen Botschafter in Brasilien und von 2002 bis 2010 Vorsitzender der Schwedisch-brasilianischen Handelskammer.